# 布鲁克黑文 (纽约州)
布鲁克黑文（Brookhaven）是美国纽约州萨福克县十个城镇中人口最多的城镇，属于纽约都会区的一部分，距曼哈顿约50英里。 它是县内唯一从长岛北岸延伸到南岸的城镇。 它是纽约州932个城镇中面积最大的（按水域划分），人口第二多，仅次于亨普斯特德镇。
布鲁克黑文是其第一个定居点Setauket的英文化名字。 布鲁克黑文成立于17世纪中叶的农业村落，19世纪第一个扩大为主要造船中心。 靠近纽约市，促成了度假社区的建立，然后是战后的人口繁荣。 在2010年人口普查中，布鲁克黑文包含486,040人。